# إلين كراوز
إلين كراوز هي رسامة دنماركية، ولدت في 29 ديسمبر 1905 في فريديريكا في الدنمارك، وتوفيت في 11 سبتمبر 1990.